# 915 كوزيت
«كوزيت 915، باللاتينية 915 Cosette، هو كويكب من النوع أس الذي يتميز ببياض متوسط (يبلغ 0.10 حتى 0.22), يتركب بشكل أساس من الحديد وسيليكات الماغنيسيوم، يغلب تواجدها في الجزء الداخلي من حزام الكويكبات عند 2.2 وحدة فلكية، وشائعة في الحزام المركزي لحزام الكويكبات عند ثلاث وحدات فلكية، ومن ثم تصبح نادرة فيما يلي ذلك هذه المسافة.
ينتمي إلى («عائلة الورديات» Flora family) من حزام الكويكبات التي هي عبارة عن مجموعة من الكواكب الصغيرة جدا لايمكن رؤيتها بالعين المجردة بدون مرقاب، ولم يكن العلماء يعلمون بوجودها حتى عام 1801م.
وفترة دوران كويكب كوزيت 915 هي 4.445 ساعة.

## التسمية
اكتشف الكويكب عالم الفلك الفرنسي «فرانسوا غونسيا» في ال14 عشر من دجنبر سنة 1918م. واطلق اسم كوزيت على الكويكب تكريما لابنته الصغرى كوزيت وهو اسم قليل ولكنه مشهور من خلال الأدب العالمي في رواية البؤساء.